# 新北産業園区駅
新北産業園区駅（しんぼくさんぎょうえんくえき）は、台湾新北市新荘区にある、桃園捷運と台北捷運の駅。

## 利用可能な鉄道路線
- 桃園捷運

機場線（桃園機場捷運。駅番号はA3）
- 台北捷運

環状線（駅番号はY20）

## 沿革
計画時の駅名は「五股工業区」だったが、2011年に改称が決定された。

### 桃園捷運
- 2017年
  - 2月2日 - （桃園機場捷運（桃園捷運機場線）暫定開業（予約団体試乗）[2]。
  - 2月16日 - 当駅での客扱い（整理券方式での個人試乗）を開始（8-16時、人数上限制）[2]。
  - 3月2日 - 正式開業（4月1日までの1ヶ月は半額）[2]。
- 2019年
  - 11月 - 桃園国際空港のインタウン・チェックイン（ITCI）施設入札で業者選定[3]。
- 2020年
  - 1月31日 - 環状線同時に当駅でのITCIサービス開始。対象はチャイナエアライン、エバー航空、マンダリン航空、ユニー航空の台湾系4社で、利用可能時間は6:15から21:00。台北駅同様当日便の出発時間3時間前まで[4]。

### 台北・新北捷運
- 2012年12月21日 - 当駅を含む環状線工区起工[5]。
- 2019年
  - 6月27日 - 竣工[5]。
  - 12月 - 環状線開業予定[6]。
- 2020年
  - 1月19日 - 時間帯限定で無料試乗開始[7]。
  - 1月31日 - 開業（10時式典、14時運行開始、2月末までは無料）[8][9]。
- 2023年
  - 1月30日、台北捷運公司が請け負っていた環状線西環段の運営委託契約が満了し、翌日付で資産は新北市側に移転（2期延伸時に改めて全区間の運営権がどちらかに一本化されるまでの暫定処置）したが[10]、本路線の移管には交通部の承認が必要なため、実際の移管完了にはさらに半年程度を要することとなった[11]。
  - 5月23日、環状線西環段の運営権について、台北捷運公司から新北捷運公司への移管作業が正式に完了し、交通部の承認も下った[12]。

## 駅構造

### 桃園捷運駅
ホームは地上3階にあり、島式ホーム2面4線を有する。ハーフハイトタイプのホームドアが設置されている。
改札階は2階にある。将来的に桃園捷運側の駅には構内に桃園国際空港出発旅客向けのカウンターが設けられ、旅客と手荷物のインタウン・チェックインが可能にする計画がある。
台北捷運への乗り換えは3Fホームから上り階段を使用。

#### のりば
開業時点での駅構内の案内表示は「往台北」「往中壢（環北を指す）」「往機場（空港）」であり、実際の利用時は注意が必要。
| 地上 三階  | 台北捷運 連絡通路                                  | 出入口、コンコース、自動券売機、自動改札機、エスカレーター、トイレ 桃園捷運との連絡通路               |
| 地上 二階  |                                                    | |
|            |                                                    | |
| 1番線      | ← 機場線 普通車 高鉄桃園・環北方面（新荘副都心駅） | |
| 島式ホーム |                                                    | |
| 2番線      | ← 機場線 直達車 桃園機場(T1・T2)方面（長庚医院駅） | |
| 3番線      | → 機場線 直達車 台北車站方面（台北車站駅）→        | |
| 島式ホーム |                                                    | |
| 4番線      | → 機場線 普通車 三重・台北車站方面（三重駅）→      | |
| 地上 一階  | 桃園捷運 コンコース                                | 出入口、コンコース、自動券売機、自動改札機、エスカレーター、トイレ 桃園国際空港チェックインカウンター |

### 駅出口

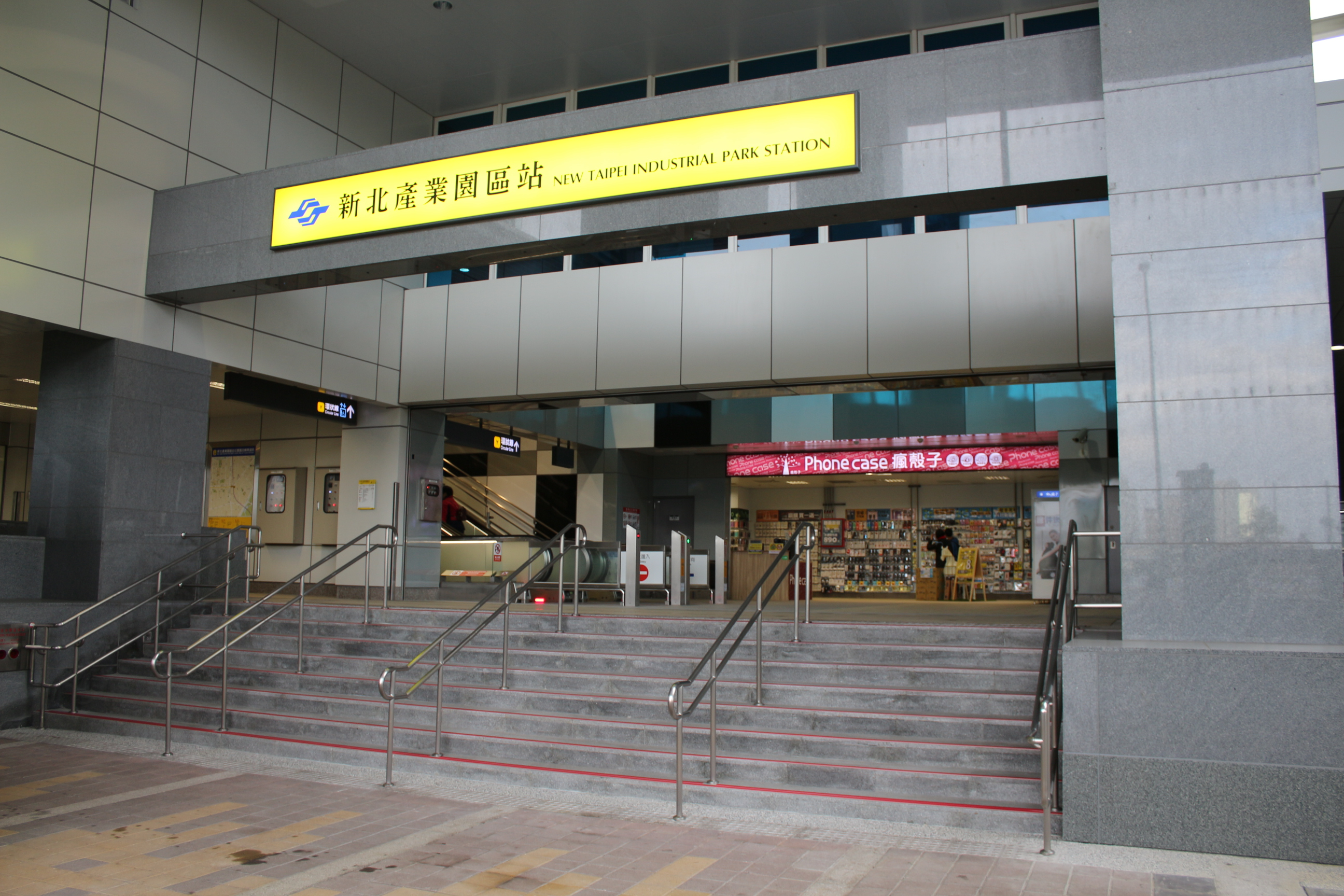
出口1
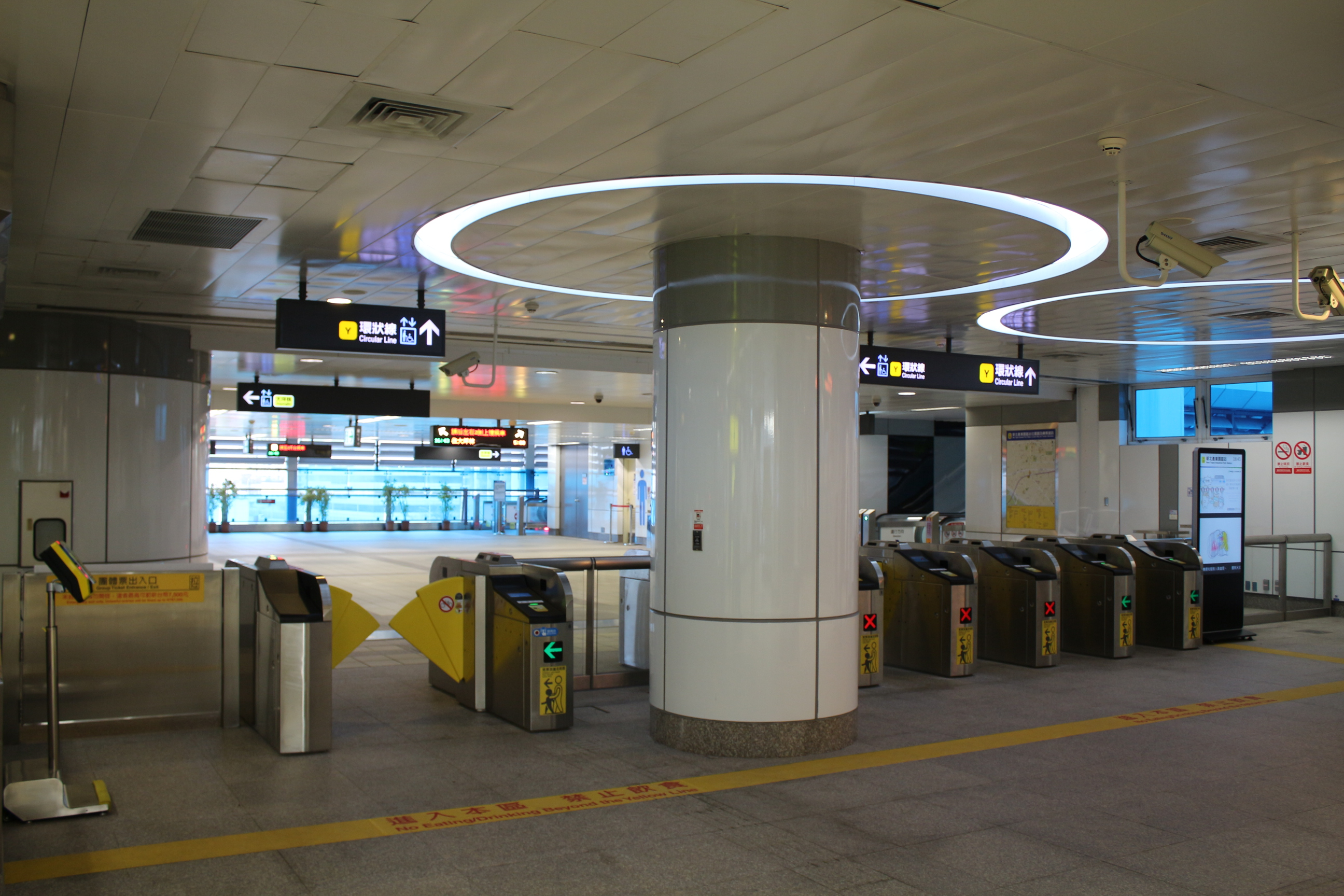
5階改札口

出口は2ヶ所あり、双方とも五工路側に設けられる。
- 出口1：五工路
- 出口2：台北捷運連絡口

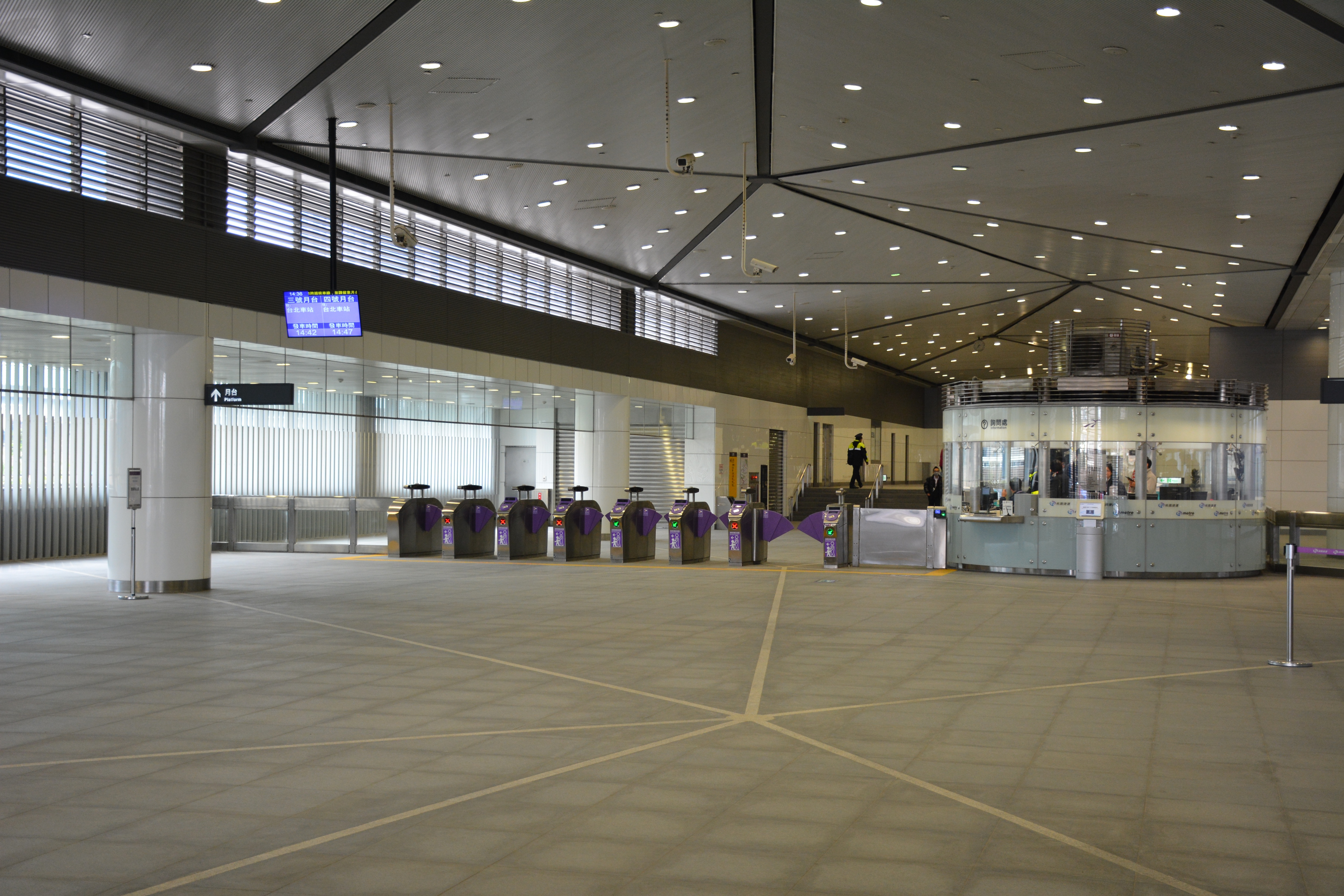
地上改札口
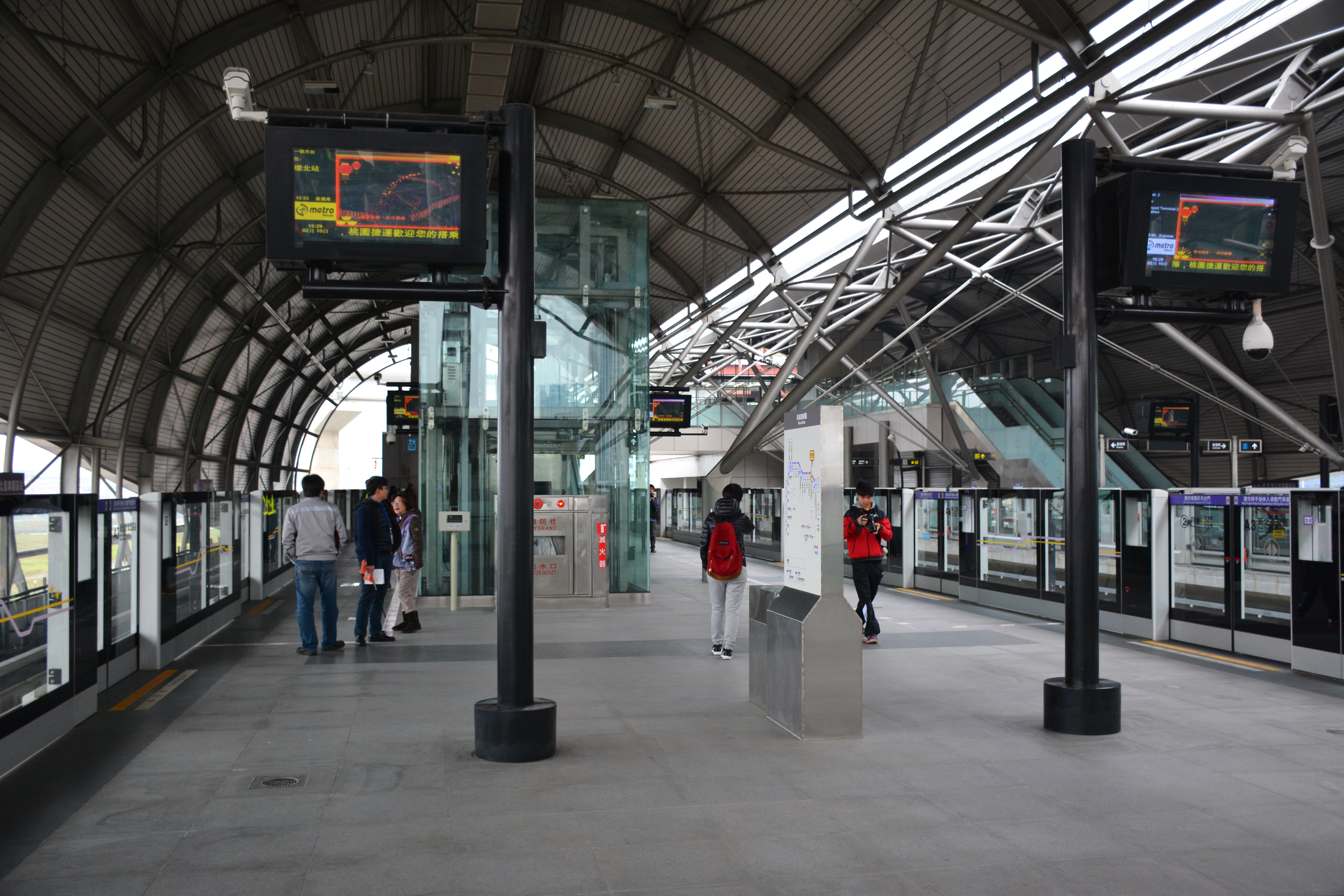
ホーム
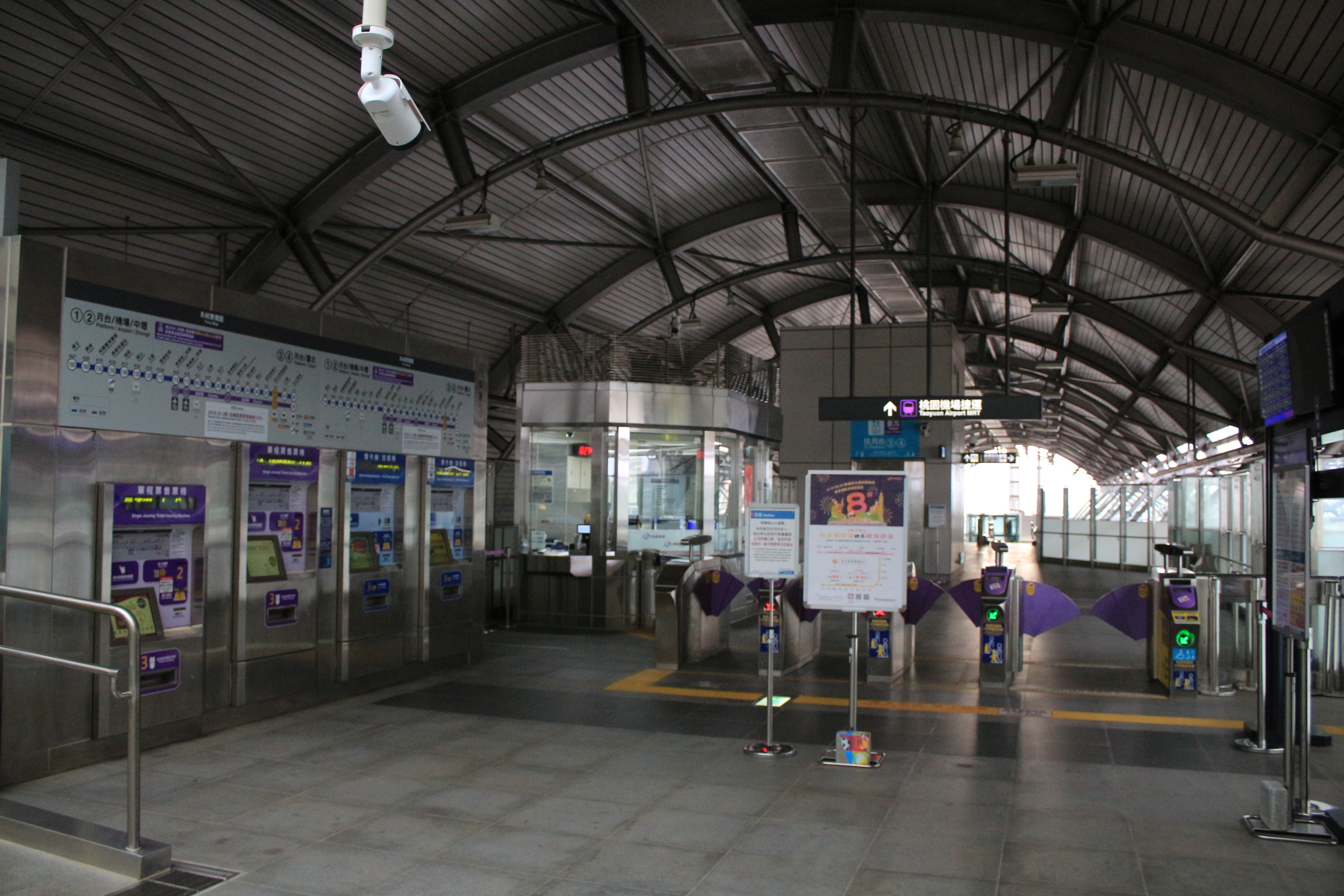
台北捷運乗換フロアの改札口（3階）
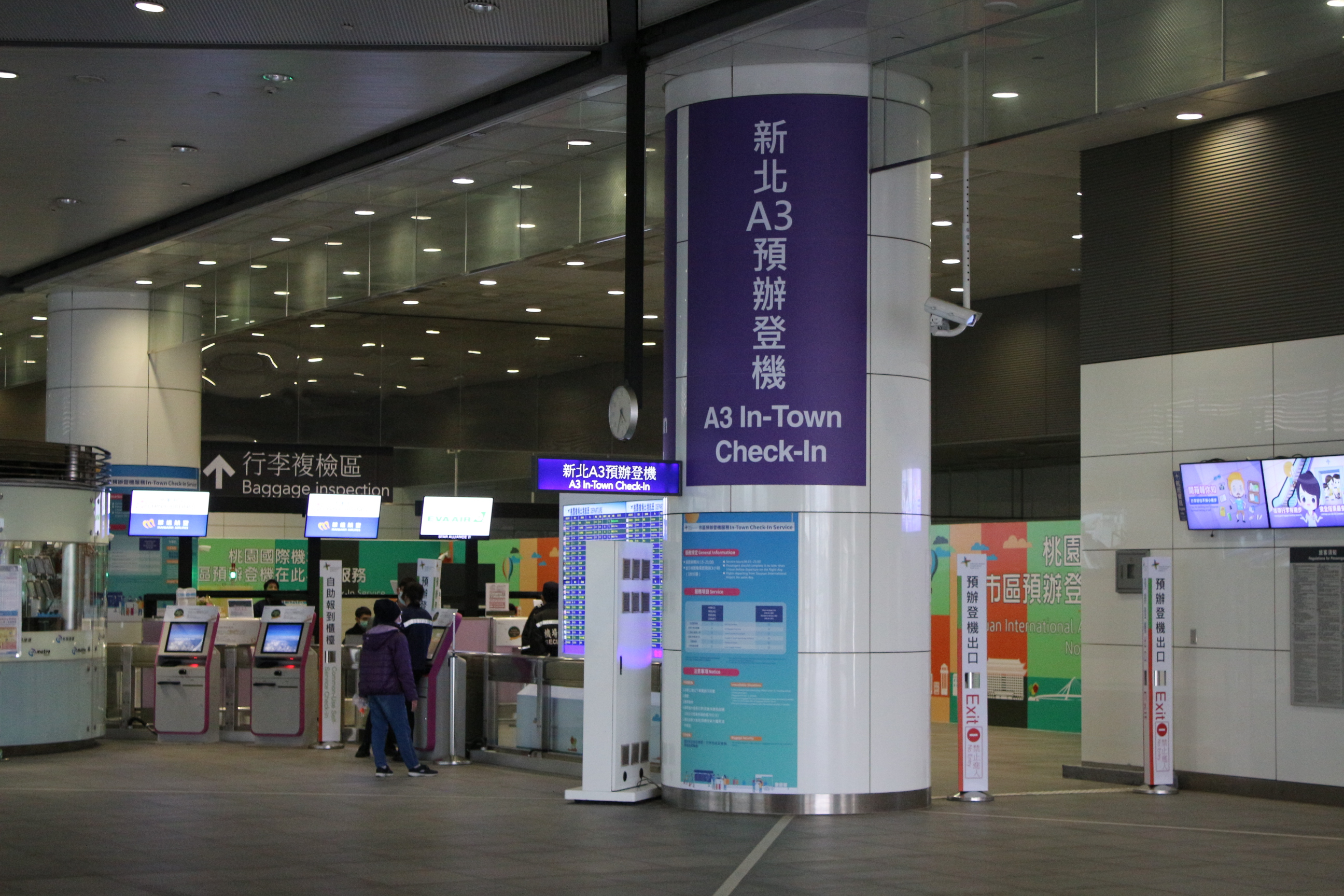
航空旅客チェックインカウンター（1階）

### 環状線
相対式ホーム2面2線の高架駅。ホームは6階、改札階は4階になる。駅のテーマカラーは「■起飛（銀灰、Pantone6C）」(p91)

#### のりば
| 地上 六階 | ホーム層   |                                                                                               |                                                                                               |
| 地上 六階 | ホーム層   | 相対式ホーム、右側のドアが開く                                                                |                                                                                               |
| 地上 六階 | ホーム層   | 1番線                                                                                         | 環状線 板橋・大坪林方面へ（幸福駅）→                                                          |
| 地上 六階 | ホーム層   | 2番線                                                                                         | 環状線 板橋・大坪林方面へ（幸福駅）→                                                          |
| 地上 六階 | ホーム層   | 相対式ホーム、右側のドアが開く                                                                |                                                                                               |
| 地上 五階 | コンコース | 出入口、コンコース、自動券売機、自動改札機、エスカレーター、トイレ 桃園捷運ホームとの連絡通路 | 出入口、コンコース、自動券売機、自動改札機、エスカレーター、トイレ 桃園捷運ホームとの連絡通路 |
| 地上 三階 | 通路層     | 五工路東側への陸橋                                                                            | 五工路東側への陸橋                                                                            |
| 地上      | 出入口     | 出入口、チェックインカウンター                                                                | 出入口、チェックインカウンター                                                                |

### 駅出口
- 出口1：五工路（西側）

- 出口1
- 5階改札口

## 利用状況
| 年   | 桃園捷運     | 桃園捷運     | 桃園捷運     | 桃園捷運     | 桃園捷運 | 桃園捷運 | 桃園捷運 | 台北/新北捷運 | 台北/新北捷運 | 台北/新北捷運 | 台北/新北捷運 | 台北/新北捷運 | 台北/新北捷運 |
| 年   | 年間利用客数 | 年間利用客数 | 年間利用客数 | 年間利用客数 | 1日平均  | 1日平均  | 1日平均  | 年間利用客数  | 年間利用客数  | 年間利用客数  | 年間利用客数  | 1日平均       | 1日平均       |
| 年   | 乗車         | 下車         | 乗降計       | 出典         | 乗車     | 出典     | 乗降     | 乗車          | 下車          | 乗降計        | 出典          | 乗車          | 乗降          |
| ---- | ------------ | ------------ | ------------ | ------------ | -------- | -------- | -------- | ------------- | ------------- | ------------- | ------------- | ------------- | ------------- |
| 2017 | 666,000      | 659,000      | 1,325,000    | [ 18 ]       | 2,160    | [ 19 ]   | 4,344    | 未開業        | 未開業        | 未開業        | 未開業        | 未開業        | 未開業        |
| 2018 | 939,000      | 929,000      | 1,868,000    | [ 20 ]       | 2,578    | [ 19 ]   | 5,118    | 未開業        | 未開業        | 未開業        | 未開業        | 未開業        | 未開業        |
| 2019 | 1,145,000    | 1,143,000    | 2,288,000    | [ 21 ]       | 3,137    | -        | 6,268    | 未開業        | 未開業        | 未開業        | 未開業        | 未開業        | 未開業        |
| 2020 | 1,367,000    | 1,311,000    | 2,678,000    | [ 22 ]       | 3,735    | -        | 7,317    | 1,176,835     | 1,195,814     | 2,372,649     | [ 23 ]        | 3,382         | 6,818         |
| 2021 | 1,173,000    | 1,105,000    | 2,278,000    | [ 24 ]       | 3,214    | -        | 6,241    | 1,096,287     | 1,115,027     | 2,211,314     | [ 23 ]        | 3,004         | 6,058         |
| 2022 | 1,435,152    | 1,358,510    | 2,793,662    | [ 注 3 ]     | 3,932    | -        | 7,654    | 1,401,606     | 1,429,831     | 2,831,437     | [ 23 ]        | 3,840         | 7,757         |

## 駅周辺
- 聯邦商業銀行（中国語版）新荘支店
- 華南商業銀行五股支店
- 玉山商業銀行北新荘支店
- 新北産業園区（中国語版）（五股工業区）
  - 知識産業園区（中国語版）
  - 国際創新園区（中国語版）
- 新荘晶冠購物中心（Crystal Crown Plaza）
  - 晶冠餐飲広場国賓影城
- 欧遊国際連鎖精品旅館（オールユア ブティック モーテル） - 新荘館
- 新北市立昌平国民小学
- 新北市立頭前国民中学
- 台一線高架
- 中山橋
- 新荘区福興里（中国語版）
- YouBike（新北市公共自転車（中国語版））捷運新北産業園区駅

## バス路線
停留所名は《捷運新北產業園區站（五工路）》
| 系統           | 管轄       | 事業者               | 区間                                                              | 備考                     |
| -------------- | ---------- | -------------------- | ----------------------------------------------------------------- | ------------------------ |
| 520            | 新北市公車 | 三重客運             | 新北産業園区 - 捷運民権西路駅                                     |                          |
| 835            | 新北市公車 | 三重客運             | 新北産業園区 - 捷運台大医院駅                                     |                          |
| 982            | 新北市公車 | 首都客運、大都会客運 | 新荘 - 新店                                                       |                          |
| 982 区間       | 新北市公車 | 首都客運、大都会客運 | 新荘 - 捷運府中駅                                                 |                          |
| 橘17           | 新北市公車 | 大都会客運           | 新中中原路 - 捷運三民高中駅                                       |                          |
| 橘21           | 新北市公車 | 三重客運             | 迴龍 - 新北産業園区                                               |                          |
| 958            | 新北市公車 | 三重客運             | (五工一路) - 捷運新北産業園区駅 - (新北大道) - 捷運先嗇宮駅       | 2017年2月16日より        |
| 959            | 新北市公車 | 三重客運             | (五権三路) - 捷運新北産業園区駅 - (頭前路・興徳路) - 捷運先嗇宮駅 | 2017年2月16日より        |
| F202           | 新北市公車 | 爾雅通運             | 文芸中心 - 新荘高中                                               | 新北市新巴士（無料バス） |
| F223           | 新北市公車 | 三重客運             | 五股立体停車場 - 台北車站北三門                                   | 新北市新巴士（無料バス） |
| 内科通勤専車12 | 新北市公車 | 三重客運             | 新荘 - 内湖科技園区                                               |                          |

## 隣の駅
桃園捷運
機場線（桃園機場捷運）
直達車
台北車站 (A1) - 新北産業園区駅 (A3) - 長庚医院駅 (A8)
普通車
三重駅 (A2) - 新北産業園区駅 (A3) - 新荘副都心駅 (A4)
新北捷運
環状線
幸福駅 (Y19) - 新北産業園区駅 (Y20)